# Eleccions a l'Assemblea Legislativa de la Guinea Portuguesa
Les Eleccions a l'Assemblea Legislativa de la Guinea Portuguesa es van dur a terme per primera i única vegada a la Guinea portuguesa el de març de 1973.

## Antecedents
El 1963 s'havia establert per a la Guinea portuguesa un Consell legislatiu de 15 membres. La majoria dels membres van ser nomenats per les autoritats colonials o grups empresarials. Una minoria dels seus membres en elegits, però només una petita proporció de la població de la colònia era alfabetitzada o pagava impostos, requisit indispensable per registrar-se com a votant.
El 2 de maig 1972 l'Assemblea de la República Portuguesa va aprovar la Llei Orgànica dels territoris d'ultramar, que preveia una major autonomia per als territoris d'ultramar. El Consell Legislatiu es va convertir en una Assemblea Legislativa, i el nombre de membres va augmentar a 17, dels quals cinc eren de ser elegits per sufragi directe.
A finals de 1972 el Partit Africà per la Independència de Guinea i Cap Verd (PAIGC), celebrada eleccions indirectes a una Assemblea Nacional a les onze regions del territori que controlava, sense votar a les quatre encara controlades per les forces portugueses.

## Resultats
A causa de les condicions restrictives per registrar-se per votar i que més de la meitat del país estava sota el control del PAIGC, només hi havia 7.824 votants registrats, menys del 3% de la població adulta.
Les eleccions es van dur a terme sobre una base apartidista, amb 6.995 possibles votants, donant una participació del 89,4%.